# 小行星38962
小行星38962（38962 Chuwinghung）是一颗绕太阳运转的小行星，为主小行星带小行星。该小行星于2000年10月5日发现。
該小行星以香港業餘天文學家朱永鴻命名。

## 轨道参数
小行星38962的轨道半长轴为2.7947529 UA，离心率为0.186。